# Heilige-Familiekerk (Schiplaken)

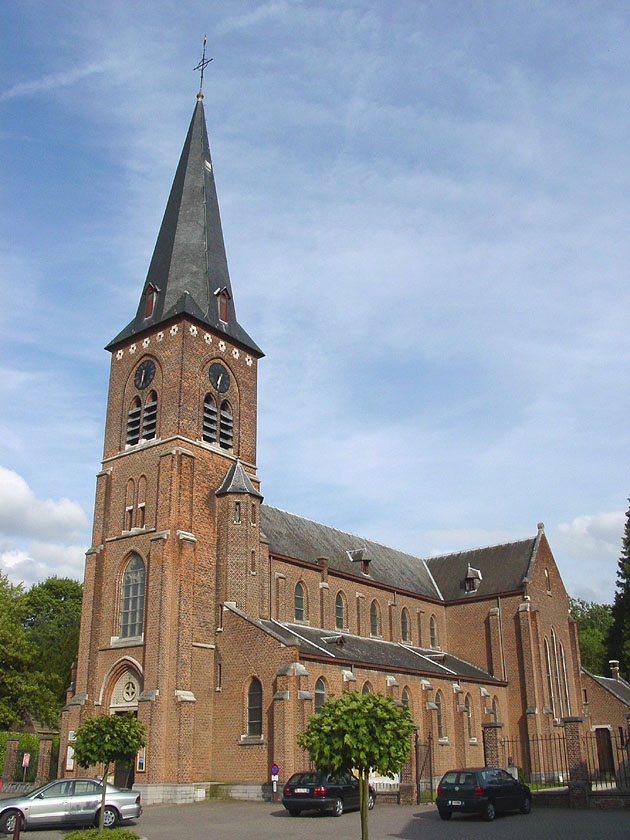
Heilige-Familiekerk

De Helige-Familiekerk is de voormalige parochiekerk van de tot de Vlaams-Brabantse gemeente Boortmeerbeek behorende plaats Schiplaken, gelegen aan de Bieststraat 304.
De kerk werd gebouwd in 1907 en werd geschonken door Georges Terlinden. In 1914 brandde de kerk af en in 1921-1922 werd hij herbouwd. Op 26 november 2022 werd de kerk onttrokken aan de eredienst. Hij kreeg een sociaal-culturele bestemming, onder meer als bibliotheek.
Het is een neogotische bakstenen basilicale kruiskerk met voorgebouwde toren. De kerk is naar het zuidoosten georiënteerd.